# متغذية تعابرية
متغذية تعابرية (الاسم العلمي: Syntrophus) هي جنس من البكتيريا، سلبية الغرام، تتبع فصيلة متغذيات تعابرية.

## أصنوفات
الأصنوفات الأدنى لهذا الكائن:
- كود سباركل
- تحديث القائمة

نوع:متغذية تعابرية بوسويلية 
اسم علمي: Syntrophus buswellii

نوع:متغذية تعابرية جنطيانية 
اسم علمي: Syntrophus gentianae

نوع:متغذية تعابرية حمضية التغذية 
اسم علمي: Syntrophus aciditrophicus